# Charles Paulet, 13. markýz z Winchesteru
Charles Paulet, 13. markýz z Winchesteru (27. ledna 1764 – 29. listopadu 1843) byl anglický šlechtic.

## Život
Narodil se 27. ledna 1764 jako syn George Pauleta a Marthy Ingoldsby.
Studoval v Eton College a Clare College. Roku 1774 se jeho otec stal dědicem titulu markýze z Winchesteru. Po studiu vstoupil do Granátnické gardy. 
Od roku 1792 byl poslancem za Truro. Roku 1794 se jeho otec stal markýzem a Charles získal titul hraběte z Wiltshire. O dva roky později se vrátil ke své vojenské kariéře a vstoupil do North Hants Militia. Roku 1798 se stal Lord Lieutenantem Hampshiru. Roku 1800 zdědil titul markýze.
Dne 31. července 1800 se oženil s Anne Andrews, dcerou Johna Andrewse. Spolu měli sedm dětí:
- John Paulet, 14. markýz z Winchesteru (1801–1887)
- Lord Charles Paulet (1802–1870)
- Lord George Paulet (1803–1879)
- Lord William Paulet (1804–1893)
- Lady Annabella (1805–1855), vdaná za admirála Williama Ramsdena
- Lord Frederick Paulet (1810–1871)
- Lady Cecilia (1806–1890), vdaná za Charlese Des Voeux, 2. baroneta

Roku 1812 byl ustanoven do funkce Groom of the Stool krále Jiřího III. a následně krále Jiřího IV., a krále Viléma IV.
Zemřel 29. listopadu 1843.